# V766 Андромеды
V766 Андромеды (лат. V766 Andromedae) — двойная затменная переменная звезда типа W Большой Медведицы (EW) в созвездии Андромеды на расстоянии (вычисленном из значения параллакса) приблизительно 7758 световых лет (около 2379 парсеков) от Солнца. Видимая звёздная величина звезды — от +17,01m до +16,34m. Орбитальный период — около 0,2765 суток (6,636 часов).

## Характеристики
Первый компонент — оранжевая звезда спектрального класса K. Эффективная температура — около 4857 K.
Второй компонент — оранжевая звезда спектрального класса K.